# Centrum Nowe Bielawy
Centrum Nowe Bielawy – centrum handlowe znajdujące się przy ul. Olsztyńskiej 8 na Bielawach w Toruniu. Zostało otwarte w 2002 roku. Jego powierzchnia wynosi 25 tys. m². Wśród najemców są m.in. Carrefour, CCC, Douglas, Home&You, Jysk, KFC, Pepco, Rossmann, RTV Euro AGD. W 2018 roku centrum handlowe zostało zmodernizowane.